# Puebla de la Reina
Puebla de la Reina é um município da Espanha na comarca da Terra de Barros, província de Badajoz, comunidade autónoma da Estremadura, de área 131,7 km². Em 2021 tinha 719 habitantes (densidade: 5,5 hab./km²).

## Demografia
| Variação demográfica do município entre 1991 e 2004 [carece de fontes?] | Variação demográfica do município entre 1991 e 2004 [carece de fontes?] | Variação demográfica do município entre 1991 e 2004 [carece de fontes?] | Variação demográfica do município entre 1991 e 2004 [carece de fontes?] |
| ----------------------------------------------------------------------- | ----------------------------------------------------------------------- | ----------------------------------------------------------------------- | ----------------------------------------------------------------------- |
| 1991                                                                    | 1996                                                                    | 2001                                                                    | 2004                                                                    |
| 914                                                                     | 894                                                                     | 898                                                                     | 919                                                                     |